# Calceolaria ericoides
Calceolaria ericoides là một loài thực vật có hoa trong họ Calceolariaceae. Loài này được Juss. ex Vahl mô tả khoa học đầu tiên năm 1804.